# Canthidium aurifex
Canthidium aurifex là một loài bọ cánh cứng trong họ Bọ hung (Scarabaeidae).